# Engelbert IV de Brienne
Pour les autres membres de la famille, voir Maison de Brienne.
Pour les articles homonymes, voir Brienne.
Engelbert IV de Brienne (né vers 1000 - † vers 1035), est comte de Brienne au début du XIe siècle. Il est le fils d'Engelbert III de Brienne, troisième comte de Brienne connu, et de Wandalmodis de Salins.

## Biographie
Il succède comme comte de Brienne à son père après la mort de celui-ci après 1008.
Entre 1027 et 1035, Dudon, abbé de Montiérender, atteste qu'Engelbert IV, comte de Brienne, a marié sa sœur vierge à Etienne de Vaux et lui a donné l'avouerie du pagus Blesensis. Afin que ce pays soit mieux protégé, Dudon leur a donné une rente annuelle de 40 béliers, autant de porcs, six repas, et des corvées pour le transport du bois nécessaire à l'entretien des
fortifications du château de Joinville.

## Mariage et enfants
Il épouse Pétronille (nom de famille inconnu) vers 1020, dont il a plusieurs enfants, :
- Engelbert de Brienne, qui décède avant son père (vivant en 1027) ;
- Gautier Ier de Brienne, qui succède à son père ;
- Gilia (probablement, mais pas certainement), dame de Plancy, qui épouse vers 1045 Clarembaud Ier de Chappes.

## Sources
- J.A. Jacquot, Notice historique sur Brienne, 1832.
- M. Bourgeois, Histoire des comtes de Brienne, 1848.
- Marie Henry d'Arbois de Jubainville, Histoire des Ducs et Comtes de Champagne, 1865.
- Marie Henry d'Arbois de Jubainville, Catalogue d'actes des comtes de Brienne, 950-1356..., 1872.
- Edouard de Saint-Phalle, Les comtes de Brienne, 2017.
- Dana Celest Asmoui Ismail, History of the Counts of Brienne (950 – 1210), 2013.
- Guy Perry, The Briennes: The Rise and Fall of a Champenois Dynasty in the Age of the Crusades, c. 950–1356, 2018.